# Selina Gin
Selina Gin (født Selina Jane Lannie i 1989) er en dansk sanger, sangskriver og producer.
Selina Gin var forsanger i bandet Nelson Can og medvirkede på bandets udgivelser indtil opløsningen i 2020. Efter opløsningen har Selina Gin påbegyndt en solokarriere og hun udgav i 2021-2022 en række singler. Hun udgav sit debutalbum i september 2022, Patiently Waving.
Hun har endvidere medvirket på Peter Sommers album De Uforelskede i København (2022) på sangene "Din Idiot", "Vi kender ikke hinanden mere" og "Vi slipper nu". Hun medvirker ligeledes på liveindspilingen af albummet under titlen De Uforelskede I Copenhagen Philharmonic (2022) med de samme sange.

## Diskografi

### Med Nelson Can
Album
- Now Is Your Time to Deliver (2014)
- So Long Desire (2020)

EP
- EP (2012)
- EP2 (2014)
- EP3 (2017)

### Som soloartist
Album
- Patiently Waving (2022)

### Andre udgivelser
- Uforelskede i København (Peter Sommer-album, 2022)
- De Uforelskede | Copenhagen Philharmonic (Peter Sommer-album, 2022)